# سهره ابرو زرشکی
سهره ابرو زرشکی (نام علمی: Pinicola subhimachala) نام یک گونه از تیره سهره است.